# ASG Vorwärts Cottbus
Maillots
Dernière mise à jour : 17 février 2011.
L’ASG Vorwärts Cottbus fut un club sportif allemand localisé dans la ville de Cottbus dans le Brandebourg. Ce club exista de 1955 à 1974.

## Histoire
Ce club fut créé en 1955, Vorwärts Leipzig avec le déménagement de la Saxe vers le Brandebourg (les déménagements d’équipe furent fréquents à l’époque de la RDA).
À Cottbus, le club fut d'abord appelé SC Vorwärts der Luftstreitkräfte (SC Vorwärts de la Force aérienne), puis son nom fut modifié.
À la même époque, en 1955, le football est-allemand connut une grosse restructuration. La DDR-Liga (D2) fut scindée entre I. DDR-Liga et II. DDR-Liga. Il fut aussi décidé que les compétitions suivraient le modèle soviétique (du printemps à la fin de l’automne durant une même année calendrier). Enfin, les responsables politiques créèrent le principe de Sportclub. En résumé: les Sportvereinigungen restaient le club mère, recruteurs et formateurs tandis que les Sportclub regroupaiert les meilleurs éléments (de la théorie à la pratique, les résultats restèrent aléatoires).
Le SC Vorwärts der Luftstreitkräfte joua le tour de transition (en Allemand: Übergangsrunde) organisé à l’automne. 1955. Ce demi-championnat ne donna lieu à aucune montée ou descente.
Le club disputa les deux premières saisons de la II. DDR-Liga puis cette ligue passa de 2 à 5 séries. En 1959, Vorwärts Cottbus remporta le titre du Groupe 2. Lors du tour final, il obtint une des trois places montantes et accéda à la I. DDR-Liga. Il s’y classa septième et donc s’y maintint au terme de la saison 1960. Celle-ci fut la dernière jouée selon le "modèle soviétique". Les compétitions reprirent selon le mode conventionnelle à l’été 1961.
Au terme du championnat 1962-1963, le Vorwärts Cottbus fut vice-champion de I. DDR-Liga, groupe Nord, derrière le Lokomotive Stendal. La saison suivante, le terme DDR-Liga reprit ses droits à la suite de la dissolution de la II. DDR-Liga.
Durant les années 1960, l'équipe réserve du club ses matchs (l'équipe principale y jouera également quelques matchs) au Stadion am Wasserturm de Forst (Lusace).
Alternant moyennes et mauvaises saisons, le club resta au deuxième niveau est-allemand jusqu’au terme du championnat 1973-1974. Il fut alors relégué en Berziksliga en compagnie du Motor Eberswalde et du Einheit Pankow.
Théoriquement, le Vorwärts Cottbus devait descendre en Bezirksliga Cottbus, mais par décision politique le club fut déménagé à Kamenz et devint l’ASG Vorwärts Kamenz dans la Bezirksliga Dresden.

## Palmarès
- Champion de la II. DDR-Liga, Groupe 2: 1959.
- Vice-champion de la I. DDR-Liga, Groupe Nord: 1963.

## Localisation

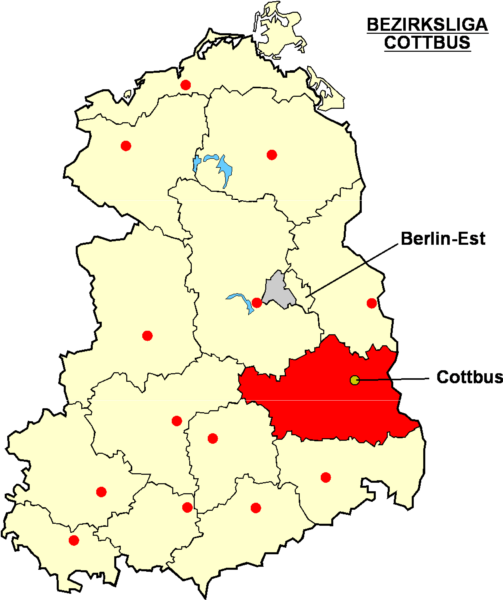
Localisation de Cottbus dans la Bezirksliga Cottbus

## Joueurs connus
- Hans-Georg Kiupel
- Reinhard Lauck
- Gerhard Vogt